# Eburodacrys rubicunda
Eburodacrys rubicunda là một loài bọ cánh cứng trong họ Cerambycidae.